# Isabel Reboia
Isabel Bäcklund Reboia, född 14 juli 1984 i Sofia församling i Stockholm, är en svensk skådespelare och programledare.
Reboia är utbildad vid Stockholms dramatiska högskola, hon tog examen 2015.  
Hon arbetar inom teater och film men har också varit programledare för Sveriges Televisions barnprogram Bolibompa (2009–2012). 
Våren 2017 medverkade hon i tv-serien Geografens testamente - Europa. 2023 medverkade hon i tv-serien Geografens testamente - Världen.
Hennes pappa kommer från Portugal och hon talar flytande portugisiska.  

## Teater i urval
- Det sista eposet, Turteatern 2019
- Stockholm Lust, Kulturhuset Stadsteatern 2017
- Katitzi, Borås stadsteater 2015
- X, Unga Klara 2015
- Mordet på min pappa kungen, Teater i Haga 2008
- Mio min Mio, Teater i Haga 2006
- Fria viljan, Teater Scenario 2005
- Kärlek Extra Allt, Riksteatern 2005
- Samtidigt: 5tr, Teater Scenario 2004

## Film & Tv i urval
- Simma Sam (kortfilm)
- Merum Imperium (kortfilm)
- Rosa Moln (långfilm)
- Drakens Hotell, Barnkanalen/Sveriges Television 2017

- Geografens testamente - Europa, UR/Barnkanalen/Sveriges Television 2017
- Bolibompa - programledare och manusförfattare Barnkanalen/Sveriges Television 2009–2012, 2014